# Liste der Nummer-eins-Hits in Australien (2002)
Diese Liste enthält alle Nummer-eins-Hits in Australien im Jahr 2002. Grundlage sind die Top 50 der australischen Charts der ARIA. Es gab in diesem Jahr 18 Nummer-eins-Singles und 24 Nummer-eins-Alben.

## Singles
| ← 2001 ← | Liste der Nummer-eins-Hits in Australien | Liste der Nummer-eins-Hits in Australien | Liste der Nummer-eins-Hits in Australien                                                                                                   | 2003 →                    |
| \| Zeitraum \| Wo. ges. \| Interpret \| Titel Autor(en) \| Zusätzliche Informationen \| \| (Zeitraum, Wochen auf Platz eins, Interpret, Titel, Autor[en], zusätzliche Informationen) \| \| \| \| \| \| ----------------------------------------------------------------------------------------- \| -------- \| ------------------------- \| ------------------------------------------------------------------------------------------------------------------------------------------ \| ------------------------- \| \| 30. Dezember 2001 – 19. Januar 2002 3 Wochen \| 3 \| Pink \| Get the Party Started Linda Perry \| – \| \| 20. Januar 2002 – 2. Februar 2002 2 Wochen \| 2 \| Enrique Iglesias \| Hero Paul Michael Barry, Enrique M. Iglesias, Mark Philip Taylor \| – \| \| 3. Februar 2002 – 9. Februar 2002 1 Woche \| 1 \| Kylie Minogue \| In Your Eyes Richard Frederick Stannard, Julian Gallagher, Ashley Francis Howes, Kylie Ann Minogue \| – \| \| 10. Februar 2002 – 23. März 2002 6 Wochen \| 6 \| Shakira \| Whenever, Wherever Shakira Isabel Mebarak, Gloria M. Estefan, Timothy C. Mitchell \| – \| \| 24. März 2002 – 20. April 2002 4 Wochen \| 4 \| Kasey Chambers \| Not Pretty Enough Kasey Chambers \| – \| \| 21. April 2002 – 18. Mai 2002 4 Wochen \| 4 \| DJ Ötzi \| Hey Baby (Uhh, Ahh) Margaret Cobb, Bruce Channel \| – \| \| 19. Mai 2002 – 25. Mai 2002 1 Woche \| 1 \| Scott Cain \| I’m Moving On Gregg Alexander \| – \| \| 26. Mai 2002 – 1. Juni 2002 1 Woche \| 1 \| Shakira \| Underneath Your Clothes Lester A. Mendez, Shakira Isabel Mebarak \| – \| \| 2. Juni 2002 – 15. Juni 2002 2 Wochen (insgesamt 5) \| 5 \| Eminem \| Without Me Anne Jennifer Dudley, Marshall Mathers, Jeffrey Irwin Bass, Malcolm Robert Andrew McLaren, Trevor Charles Horn, Kevin Dean Bell \| – \| \| 16. Juni 2002 – 22. Juni 2002 1 Woche \| 1 \| Holly Valance \| Kiss Kiss Juliette Jane Jaimes, Steven Ronald Hayward, Fatma Sezen Yildirim \| – \| \| 23. Juni 2002 – 29. Juni 2002 1 Woche (insgesamt 5) \| 5 \| Eminem \| Without Me Anne Jennifer Dudley, Marshall Mathers, Jeffrey Irwin Bass, Malcolm Robert Andrew McLaren, Trevor Charles Horn, Kevin Dean Bell \| – \| \| 30. Juni 2002 – 20. Juli 2002 3 Wochen (insgesamt 4) \| 4 \| Elvis vs. JXL \| A Little Less Conversation Scott Davis, Billy Strange \| – \| \| 21. Juli 2002 – 3. August 2002 2 Wochen (insgesamt 5) \| 5 \| Eminem \| Without Me Anne Jennifer Dudley, Marshall Mathers, Jeffrey Irwin Bass, Malcolm Robert Andrew McLaren, Trevor Charles Horn, Kevin Dean Bell \| – \| \| 4. August 2002 – 10. August 2002 1 Woche (insgesamt 4) \| 4 \| Elvis vs. JXL \| A Little Less Conversation Scott Davis, Billy Strange \| – \| \| 11. August 2002 – 24. August 2002 2 Wochen \| 2 \| Vanessa Carlton \| A Thousand Miles Vanessa Carlton \| – \| \| 25. August 2002 – 5. Oktober 2002 6 Wochen \| 6 \| Avril Lavigne \| Complicated Lauren Christy, David Scott Alspach, Graham Edwards, Avril Ramona Lavigne \| – \| \| 6. Oktober 2002 – 19. Oktober 2002 2 Wochen \| 2 \| Scooter \| The Logical Song Richard Davies, Charles Roger Pomfret Hodgson \| – \| \| 20. Oktober 2002 – 26. Oktober 2002 1 Woche (insgesamt 3) \| 3 \| Las Ketchup \| The Ketchup Song (Aserejé) Francisco Manuel Ruiz Gomez \| – \| \| 27. Oktober 2002 – 23. November 2002 4 Wochen \| 4 \| Nelly feat. Kelly Rowland \| Dilemma Kenneth Gamble, Bunny Sigler, Cornell Haynes, Antoine L. Macon \| – \| \| 24. November 2002 – 7. Dezember 2002 2 Wochen (insgesamt 3) \| 3 \| Las Ketchup \| The Ketchup Song (Aserejé) Francisco Manuel Ruiz Gomez \| – \| \| 8. Dezember 2002 – 14. Dezember 2002 1 Woche \| 1 \| Delta Goodrem \| Born to Try Delta Lea Goodrem, Audius Tonderai Mtawarira \| – \| \| 15. Dezember 2002 – 8. März 2003 12 Wochen \| 12 \| Eminem \| Lose Yourself Marshall B. Mathers III, Luis Edgardo Resto, Jeff Bass \| – \| |                                          |                                          | |                           |
| ← 2001 |                                          |                                          | | → 2003 →                  |
| Zeitraum | Wo. ges.                                 | Interpret                                | Titel Autor(en) | Zusätzliche Informationen |
| (Zeitraum, Wochen auf Platz eins, Interpret, Titel, Autor[en], zusätzliche Informationen) |                                          |                                          | |                           |
| 30. Dezember 2001 – 19. Januar 2002 3 Wochen | 3                                        | Pink                                     | Get the Party Started Linda Perry | –                         |
| 20. Januar 2002 – 2. Februar 2002 2 Wochen | 2                                        | Enrique Iglesias                         | Hero Paul Michael Barry, Enrique M. Iglesias, Mark Philip Taylor                                                                           | –                         |
| 3. Februar 2002 – 9. Februar 2002 1 Woche | 1                                        | Kylie Minogue                            | In Your Eyes Richard Frederick Stannard, Julian Gallagher, Ashley Francis Howes, Kylie Ann Minogue                                         | –                         |
| 10. Februar 2002 – 23. März 2002 6 Wochen | 6                                        | Shakira                                  | Whenever, Wherever Shakira Isabel Mebarak, Gloria M. Estefan, Timothy C. Mitchell                                                          | –                         |
| 24. März 2002 – 20. April 2002 4 Wochen | 4                                        | Kasey Chambers                           | Not Pretty Enough Kasey Chambers | –                         |
| 21. April 2002 – 18. Mai 2002 4 Wochen | 4                                        | DJ Ötzi                                  | Hey Baby (Uhh, Ahh) Margaret Cobb, Bruce Channel                                                                                           | –                         |
| 19. Mai 2002 – 25. Mai 2002 1 Woche | 1                                        | Scott Cain                               | I’m Moving On Gregg Alexander | –                         |
| 26. Mai 2002 – 1. Juni 2002 1 Woche | 1                                        | Shakira                                  | Underneath Your Clothes Lester A. Mendez, Shakira Isabel Mebarak                                                                           | –                         |
| 2. Juni 2002 – 15. Juni 2002 2 Wochen (insgesamt 5) | 5                                        | Eminem                                   | Without Me Anne Jennifer Dudley, Marshall Mathers, Jeffrey Irwin Bass, Malcolm Robert Andrew McLaren, Trevor Charles Horn, Kevin Dean Bell | –                         |
| 16. Juni 2002 – 22. Juni 2002 1 Woche | 1                                        | Holly Valance                            | Kiss Kiss Juliette Jane Jaimes, Steven Ronald Hayward, Fatma Sezen Yildirim                                                                | –                         |
| 23. Juni 2002 – 29. Juni 2002 1 Woche (insgesamt 5) | 5                                        | Eminem                                   | Without Me Anne Jennifer Dudley, Marshall Mathers, Jeffrey Irwin Bass, Malcolm Robert Andrew McLaren, Trevor Charles Horn, Kevin Dean Bell | –                         |
| 30. Juni 2002 – 20. Juli 2002 3 Wochen (insgesamt 4) | 4                                        | Elvis vs. JXL                            | A Little Less Conversation Scott Davis, Billy Strange                                                                                      | –                         |
| 21. Juli 2002 – 3. August 2002 2 Wochen (insgesamt 5) | 5                                        | Eminem                                   | Without Me Anne Jennifer Dudley, Marshall Mathers, Jeffrey Irwin Bass, Malcolm Robert Andrew McLaren, Trevor Charles Horn, Kevin Dean Bell | –                         |
| 4. August 2002 – 10. August 2002 1 Woche (insgesamt 4) | 4                                        | Elvis vs. JXL                            | A Little Less Conversation Scott Davis, Billy Strange                                                                                      | –                         |
| 11. August 2002 – 24. August 2002 2 Wochen | 2                                        | Vanessa Carlton                          | A Thousand Miles Vanessa Carlton | –                         |
| 25. August 2002 – 5. Oktober 2002 6 Wochen | 6                                        | Avril Lavigne                            | Complicated Lauren Christy, David Scott Alspach, Graham Edwards, Avril Ramona Lavigne                                                      | –                         |
| 6. Oktober 2002 – 19. Oktober 2002 2 Wochen | 2                                        | Scooter                                  | The Logical Song Richard Davies, Charles Roger Pomfret Hodgson                                                                             | –                         |
| 20. Oktober 2002 – 26. Oktober 2002 1 Woche (insgesamt 3) | 3                                        | Las Ketchup                              | The Ketchup Song (Aserejé) Francisco Manuel Ruiz Gomez                                                                                     | –                         |
| 27. Oktober 2002 – 23. November 2002 4 Wochen | 4                                        | Nelly feat. Kelly Rowland                | Dilemma Kenneth Gamble, Bunny Sigler, Cornell Haynes, Antoine L. Macon                                                                     | –                         |
| 24. November 2002 – 7. Dezember 2002 2 Wochen (insgesamt 3) | 3                                        | Las Ketchup                              | The Ketchup Song (Aserejé) Francisco Manuel Ruiz Gomez                                                                                     | –                         |
| 8. Dezember 2002 – 14. Dezember 2002 1 Woche | 1                                        | Delta Goodrem                            | Born to Try Delta Lea Goodrem, Audius Tonderai Mtawarira                                                                                   | –                         |
| 15. Dezember 2002 – 8. März 2003 12 Wochen | 12                                       | Eminem                                   | Lose Yourself Marshall B. Mathers III, Luis Edgardo Resto, Jeff Bass                                                                       | –                         |

## Alben
| ← 2001 ← | Liste der Nummer-eins-Hits in Australien | Liste der Nummer-eins-Hits in Australien | Liste der Nummer-eins-Hits in Australien | 2003 →                    |
| \| Zeitraum \| Wo. ges. \| Interpret \| Titel \| Zusätzliche Informationen \| \| (Zeitraum, Wochen auf Platz eins, Interpret, Titel, zusätzliche Informationen) \| \| \| \| \| \| ------------------------------------------------------------------------------ \| -------- \| --------------------- \| --------------------------- \| ------------------------- \| \| 10. Dezember 2001 – 13. Februar 2002 9 Wochen \| 9 \| The 12th Man \| The Final Dig? \| – \| \| 14. Januar 2002 – 3. Februar 2002 3 Wochen (insgesamt 6) \| 6 \| Jamiroquai \| A Funk Odyssey \| – \| \| 4. Februar 2002 – 10. Februar 2002 1 Woche \| 1 \| The Chemical Brothers \| Come with Us \| – \| \| 11. Februar 2002 – 24. Februar 2002 2 Wochen (insgesamt 6) \| 6 \| Jamiroquai \| A Funk Odyssey \| – \| \| 25. Februar 2002 – 3. März 2002 1 Woche (insgesamt 2) \| 2 \| Kasey Chambers \| Barricades & Brickwalls \| – \| \| 4. März 2002 – 10. März 2002 1 Woche \| 1 \| Alanis Morissette \| Under Rug Swept \| – \| \| 11. März 2002 – 24. März 2002 2 Wochen \| 2 \| George \| Polyserena \| – \| \| 25. März 2002 – 31. März 2002 1 Woche (insgesamt 2) \| 2 \| Kasey Chambers \| Barricades & Brickwalls \| – \| \| 1. April 2002 – 7. April 2002 1 Woche (insgesamt 5) \| 5 \| Céline Dion \| A New Day Has Come \| – \| \| 8. April 2002 – 14. April 2002 1 Woche \| 1 \| Silverchair \| Diorama \| – \| \| 15. April 2002 – 5. Mai 2002 3 Wochen (insgesamt 5) \| 5 \| Céline Dion \| A New Day Has Come \| – \| \| 6. Mai 2002 – 12. Mai 2002 1 Woche (insgesamt 2) \| 2 \| Shakira \| Laundry Service \| – \| \| 13. Mai 2002 – 19. Mai 2002 1 Woche (insgesamt 5) \| 5 \| Céline Dion \| A New Day Has Come \| – \| \| 20. Mai 2002 – 26. Mai 2002 1 Woche \| 1 \| Moby \| 18 \| – \| \| 27. Mai 2002 – 2. Juni 2002 1 Woche (insgesamt 2) \| 2 \| Shakira \| Laundry Service \| – \| \| 3. Juni 2002 – 14. Juli 2002 6 Wochen (insgesamt 7) \| 7 \| Eminem \| The Eminem Show \| – \| \| 15. Juli 2002 – 28. Juli 2002 2 Wochen (insgesamt 4) \| 4 \| Red Hot Chili Peppers \| By the Way \| – \| \| 29. Juli 2002 – 4. August 2002 1 Woche \| 1 \| The Whitlams \| Torch the Moon \| – \| \| 5. August 2002 – 18. August 2002 2 Wochen (insgesamt 4) \| 4 \| Red Hot Chili Peppers \| By the Way \| – \| \| 19. August 2002 – 25. August 2002 1 Woche \| 1 \| Motor Ace \| Shoot This \| – \| \| 26. August 2002 – 1. September 2002 1 Woche (insgesamt 3) \| 3 \| Enrique Iglesias \| Escape \| – \| \| 2. September 2002 – 8. September 2002 1 Woche \| 1 \| Coldplay \| A Rush of Blood to the Head \| – \| \| 9. September 2002 – 22. September 2002 2 Wochen (insgesamt 3) \| 3 \| Enrique Iglesias \| Escape \| – \| \| 23. September 2002 – 29. September 2002 1 Woche (insgesamt 7) \| 7 \| Eminem \| The Eminem Show \| – \| \| 30. September 2002 – 27. Oktober 2002 4 Wochen \| 4 \| Elvis Presley \| Elvis 30 #1 Hits \| – \| \| 28. Oktober 2002 – 3. November 2002 1 Woche \| 1 \| Foo Fighters \| One by One \| – \| \| 4. November 2002 – 10. November 2002 1 Woche \| 1 \| Nirvana \| Nirvana - Best Of \| – \| \| 11. November 2002 – 17. November 2002 1 Woche \| 1 \| U2 \| The Best of 1990-2000 \| – \| \| 18. November 2002 – 24. November 2002 1 Woche \| 1 \| Pearl Jam \| Riot Act \| – \| \| 25. November 2002 – 1. Dezember 2002 1 Woche \| 1 \| Shania Twain \| Up! \| – \| \| 2. Dezember 2002 – 8. Dezember 2002 1 Woche \| 1 \| John Farnham \| The Last Time \| – \| \| 9. Dezember 2002 – 26. Januar 2003 7 Wochen \| 7 \| Avril Lavigne \| Let Go \| – \| |                                          |                                          |                                          |                           |
| ← 2001 |                                          |                                          |                                          | → 2003 →                  |
| Zeitraum | Wo. ges.                                 | Interpret                                | Titel                                    | Zusätzliche Informationen |
| (Zeitraum, Wochen auf Platz eins, Interpret, Titel, zusätzliche Informationen) |                                          |                                          |                                          |                           |
| 10. Dezember 2001 – 13. Februar 2002 9 Wochen | 9                                        | The 12th Man                             | The Final Dig?                           | –                         |
| 14. Januar 2002 – 3. Februar 2002 3 Wochen (insgesamt 6) | 6                                        | Jamiroquai                               | A Funk Odyssey                           | –                         |
| 4. Februar 2002 – 10. Februar 2002 1 Woche | 1                                        | The Chemical Brothers                    | Come with Us                             | –                         |
| 11. Februar 2002 – 24. Februar 2002 2 Wochen (insgesamt 6) | 6                                        | Jamiroquai                               | A Funk Odyssey                           | –                         |
| 25. Februar 2002 – 3. März 2002 1 Woche (insgesamt 2) | 2                                        | Kasey Chambers                           | Barricades & Brickwalls                  | –                         |
| 4. März 2002 – 10. März 2002 1 Woche | 1                                        | Alanis Morissette                        | Under Rug Swept                          | –                         |
| 11. März 2002 – 24. März 2002 2 Wochen | 2                                        | George                                   | Polyserena                               | –                         |
| 25. März 2002 – 31. März 2002 1 Woche (insgesamt 2) | 2                                        | Kasey Chambers                           | Barricades & Brickwalls                  | –                         |
| 1. April 2002 – 7. April 2002 1 Woche (insgesamt 5) | 5                                        | Céline Dion                              | A New Day Has Come                       | –                         |
| 8. April 2002 – 14. April 2002 1 Woche | 1                                        | Silverchair                              | Diorama                                  | –                         |
| 15. April 2002 – 5. Mai 2002 3 Wochen (insgesamt 5) | 5                                        | Céline Dion                              | A New Day Has Come                       | –                         |
| 6. Mai 2002 – 12. Mai 2002 1 Woche (insgesamt 2) | 2                                        | Shakira                                  | Laundry Service                          | –                         |
| 13. Mai 2002 – 19. Mai 2002 1 Woche (insgesamt 5) | 5                                        | Céline Dion                              | A New Day Has Come                       | –                         |
| 20. Mai 2002 – 26. Mai 2002 1 Woche | 1                                        | Moby                                     | 18                                       | –                         |
| 27. Mai 2002 – 2. Juni 2002 1 Woche (insgesamt 2) | 2                                        | Shakira                                  | Laundry Service                          | –                         |
| 3. Juni 2002 – 14. Juli 2002 6 Wochen (insgesamt 7) | 7                                        | Eminem                                   | The Eminem Show                          | –                         |
| 15. Juli 2002 – 28. Juli 2002 2 Wochen (insgesamt 4) | 4                                        | Red Hot Chili Peppers                    | By the Way                               | –                         |
| 29. Juli 2002 – 4. August 2002 1 Woche | 1                                        | The Whitlams                             | Torch the Moon                           | –                         |
| 5. August 2002 – 18. August 2002 2 Wochen (insgesamt 4) | 4                                        | Red Hot Chili Peppers                    | By the Way                               | –                         |
| 19. August 2002 – 25. August 2002 1 Woche | 1                                        | Motor Ace                                | Shoot This                               | –                         |
| 26. August 2002 – 1. September 2002 1 Woche (insgesamt 3) | 3                                        | Enrique Iglesias                         | Escape                                   | –                         |
| 2. September 2002 – 8. September 2002 1 Woche | 1                                        | Coldplay                                 | A Rush of Blood to the Head              | –                         |
| 9. September 2002 – 22. September 2002 2 Wochen (insgesamt 3) | 3                                        | Enrique Iglesias                         | Escape                                   | –                         |
| 23. September 2002 – 29. September 2002 1 Woche (insgesamt 7) | 7                                        | Eminem                                   | The Eminem Show                          | –                         |
| 30. September 2002 – 27. Oktober 2002 4 Wochen | 4                                        | Elvis Presley                            | Elvis 30 #1 Hits                         | –                         |
| 28. Oktober 2002 – 3. November 2002 1 Woche | 1                                        | Foo Fighters                             | One by One                               | –                         |
| 4. November 2002 – 10. November 2002 1 Woche | 1                                        | Nirvana                                  | Nirvana - Best Of                        | –                         |
| 11. November 2002 – 17. November 2002 1 Woche | 1                                        | U2                                       | The Best of 1990-2000                    | –                         |
| 18. November 2002 – 24. November 2002 1 Woche | 1                                        | Pearl Jam                                | Riot Act                                 | –                         |
| 25. November 2002 – 1. Dezember 2002 1 Woche | 1                                        | Shania Twain                             | Up!                                      | –                         |
| 2. Dezember 2002 – 8. Dezember 2002 1 Woche | 1                                        | John Farnham                             | The Last Time                            | –                         |
| 9. Dezember 2002 – 26. Januar 2003 7 Wochen | 7                                        | Avril Lavigne                            | Let Go                                   | –                         |

## Jahreshitparaden
| ← 2001 ← | Liste der Nummer-eins-Hits in Australien | Liste der Nummer-eins-Hits in Australien | Liste der Nummer-eins-Hits in Australien | 2003 →   |
| \| Singles \| Position# \| Alben \| \| ------------------------------------------------------------------------------------------------------------------------------------------------- \| --------- \| -------------------------------------- \| \| Without Me Eminem Anne Jennifer Dudley, Marshall Mathers, Jeffrey Irwin Bass, Malcolm Robert Andrew McLaren, Trevor Charles Horn, Kevin Dean Bell \| 1 \| The Eminem Show Eminem \| \| Whenever, Wherever Shakira Shakira Isabel Mebarak, Gloria M. Estefan, Timothy C. Mitchell \| 2 \| Laundry Service Shakira \| \| A Little Less Conversation Elvis vs. JXL Scott Davis, Billy Strange \| 3 \| Barricades & Brickwalls Kasey Chambers \| \| Dilemma Nelly feat. Kelly Rowland Kenneth Gamble, Bunny Sigler, Cornell Haynes, Antoine L. Macon \| 4 \| Fever Kylie Minogue \| \| The Ketchup Song (Aserejé) Las Ketchup Francisco Manuel Ruiz Gomez \| 5 \| Escape Enrique Iglesias \| \| A Thousand Miles Vanessa Carlton \| 6 \| A Funk Odyssey Jamiroquai \| \| Not Pretty Enough Kasey Chambers \| 7 \| By the Way Red Hot Chili Peppers \| \| Complicated Avril Lavigne Lauren Christy, David Scott Alspach, Graham Edwards, Avril Ramona Lavigne \| 8 \| Polyserena George \| \| Hero Enrique Iglesias Paul Michael Barry, Enrique M. Iglesias, Mark Philip Taylor \| 9 \| Elvis 30 #1 Hits Elvis Presley \| \| Kiss Kiss Holly Valance Juliette Jane Jaimes, Steven Ronald Hayward, Fatma Sezen Yildirim \| 10 \| Let Go Avril Lavigne \| |                                          |                                          |                                          |          |
| ← 2001 |                                          |                                          |                                          | → 2003 → |
| Singles | Position#                                | Alben                                    |                                          |          |
| Without Me Eminem Anne Jennifer Dudley, Marshall Mathers, Jeffrey Irwin Bass, Malcolm Robert Andrew McLaren, Trevor Charles Horn, Kevin Dean Bell | 1                                        | The Eminem Show Eminem                   |                                          |          |
| Whenever, Wherever Shakira Shakira Isabel Mebarak, Gloria M. Estefan, Timothy C. Mitchell | 2                                        | Laundry Service Shakira                  |                                          |          |
| A Little Less Conversation Elvis vs. JXL Scott Davis, Billy Strange | 3                                        | Barricades & Brickwalls Kasey Chambers   |                                          |          |
| Dilemma Nelly feat. Kelly Rowland Kenneth Gamble, Bunny Sigler, Cornell Haynes, Antoine L. Macon | 4                                        | Fever Kylie Minogue                      |                                          |          |
| The Ketchup Song (Aserejé) Las Ketchup Francisco Manuel Ruiz Gomez | 5                                        | Escape Enrique Iglesias                  |                                          |          |
| A Thousand Miles Vanessa Carlton | 6                                        | A Funk Odyssey Jamiroquai                |                                          |          |
| Not Pretty Enough Kasey Chambers | 7                                        | By the Way Red Hot Chili Peppers         |                                          |          |
| Complicated Avril Lavigne Lauren Christy, David Scott Alspach, Graham Edwards, Avril Ramona Lavigne | 8                                        | Polyserena George                        |                                          |          |
| Hero Enrique Iglesias Paul Michael Barry, Enrique M. Iglesias, Mark Philip Taylor | 9                                        | Elvis 30 #1 Hits Elvis Presley           |                                          |          |
| Kiss Kiss Holly Valance Juliette Jane Jaimes, Steven Ronald Hayward, Fatma Sezen Yildirim | 10                                       | Let Go Avril Lavigne                     |                                          |          |